# 阿圖拉斯·古代蒂斯
阿圖拉斯·古代蒂斯（1993年6月19日—），立陶宛籃球運動員。曾效力於立陶宛球隊扎尔吉里斯。他在場上的位置是中鋒。他也代表立陶宛國家籃球隊參賽。

## 外部連結
- 阿圖拉斯·古代蒂斯在fiba.basketball（英语）
- 阿圖拉斯·古代蒂斯在archive.fiba.com（archived）（英语）
- 阿圖拉斯·古代蒂斯在歐洲籃球聯賽（英语）
- 阿圖拉斯·古代蒂斯在VTB聯賽（英语）
- 阿圖拉斯·古代蒂斯在義大利籃球聯賽（意大利语）
- 阿圖拉斯·古代蒂斯在B聯賽（日语）
- 阿圖拉斯·古代蒂斯在Basketball-Reference.com（NBA）（英语）
- 阿圖拉斯·古代蒂斯在Basketball-Reference.com（國際）（英语）
- 阿圖拉斯·古代蒂斯在Eurobasket.com（球員）（英语）
- 阿圖拉斯·古代蒂斯在RealGM（英语）
- 阿圖拉斯·古代蒂斯在Proballers（英语）